# Герасевич Євген Анатолійович
Євге́н Анато́лійович Герасе́вич (22 грудня 1982 — 17 лютого 2015) — старший солдат Збройних Сил України.

## Життєвий шлях
Єдиний син у батьків, мешкав разом з ними в молдовському місті Отач, згодом закінчив школу в м. Могилів-Подільському, Вінницький коледж — за спеціальністю «правознавство».
Проходив строкову військову службу в Хмельницькій області.
В 2009 році з червоним дипломом закінчив навчання в Київському національному університеті внутрішніх справ, за спеціальністю «правознавство». Навчався в Одеському регіональному інституті державного управління, в грудні 2010 року був обраний Головою слухацького самоврядування.
Працював начальником юридичного відділу апарату Могилів-Подільської міської ради та виконкому. Писав вірші.
З початком російської агресії й окупації Криму виступив як доброволець. До Збройних Сил України був мобілізований за частковою мобілізацією в липні 2014 року. Старший розвідник, стрілець 4-го відділення взводу розвідки 128 ОГПБр.
17 лютого 2015 року, під час відходу 128 ОГПБр із Дебальцевого, зник безвісти, потрапивши у засідку вночі в районі приватного сектору — біля міської лікарні. Двох розвідників хвилею від вибуху — відкинуло, через якийсь час вояки за ними повернулися, проте Євгена та Віталія Химича не знайшли.
7 березня 2015 року, до Дніпропетровського моргу волонтери доставили його тіло. Його знайшли за татуюванням серед загиблих, переданих пошуковою місією. На тілі військовослужбовця були помічені сліди осколкових поранень, а в скроні — рана від прицільного пострілу. Наступного дня з почестями, був похований в місті Могилів-Подільський.
Без Євгена залишились батьки, дружина та 12-річний прийомний син.

## Нагороди
За особисту мужність і героїзм, виявлені у захисті державного суверенітету та територіальної цілісності України, вірність військовій присязі під час російсько-української війни, відзначений — нагороджений
- орденом «За мужність» III ступеня (посмертно)

## Вшанування
17 лютого 2022 року, на фасаді Могилів-Подільської міської ради було відкрито меморіальну дошку Євгенію Герасевичу.